# Томас Бейс
Томас Бейс е британски математик и презвитериански пастор, формулирал частен случай на Формулата на Бейс, която се съдържа в посмъртно издадените му трудове.

## Биография
През 1719 се записва в Единбургския университет, където учи теология и логика. Като нонконформист, университетите в Оксфорд и Кеймбридж са били затворени за него. Приживе публикува две книги: „Божието провидение или опит да се докаже, че главната цел на Божието провидение е щастието на създанията Му“ (1731, на английски: Divine Benevolence, or an Attempt to Prove That the Principal End of the Divine Providence and Government is the Happiness of His Creatures), както и „Въведение в метода на флукциите или защита на математиците от възраженията на автора на Аналитика“ (1736, на английски: An Introduction to the Doctrine of Fluxions, and a Defence of the Mathematicians Against the Objections of the Author of the Analyst).

## Формула на Бейс
Решението на Бейс на частен случай на задачата за обратната вероятност се съдържа в неговото произведение „Съчинение за решаването на задачи, свързани с метода на случайностите“, публикувано посмъртно от неговия приятел Ричард Прайс, в издание на Британското кралско научно дружество.
През първото десетилетие на 18 век се намира решение на следната задача: ако в кутия има определен брой бели и черни топки, каква е вероятността да бъде изтеглена бяла топка? Скоро след това, вниманието на учените е привлечено от обратната задача: ако са изтеглени определен брой бели и черни топки, каква е вероятността в кутията да е имало определен брой бели топки? Задачата е поставена от Абрам де Моавър в неговата книга „Методът на случайностите“, а Томас Бейс решава подобна задача, като за първи път прилага открития от него частен случай на формулата, наречена по-късно на негово име.